# Cap 110
Pour les articles homonymes, voir CAP.

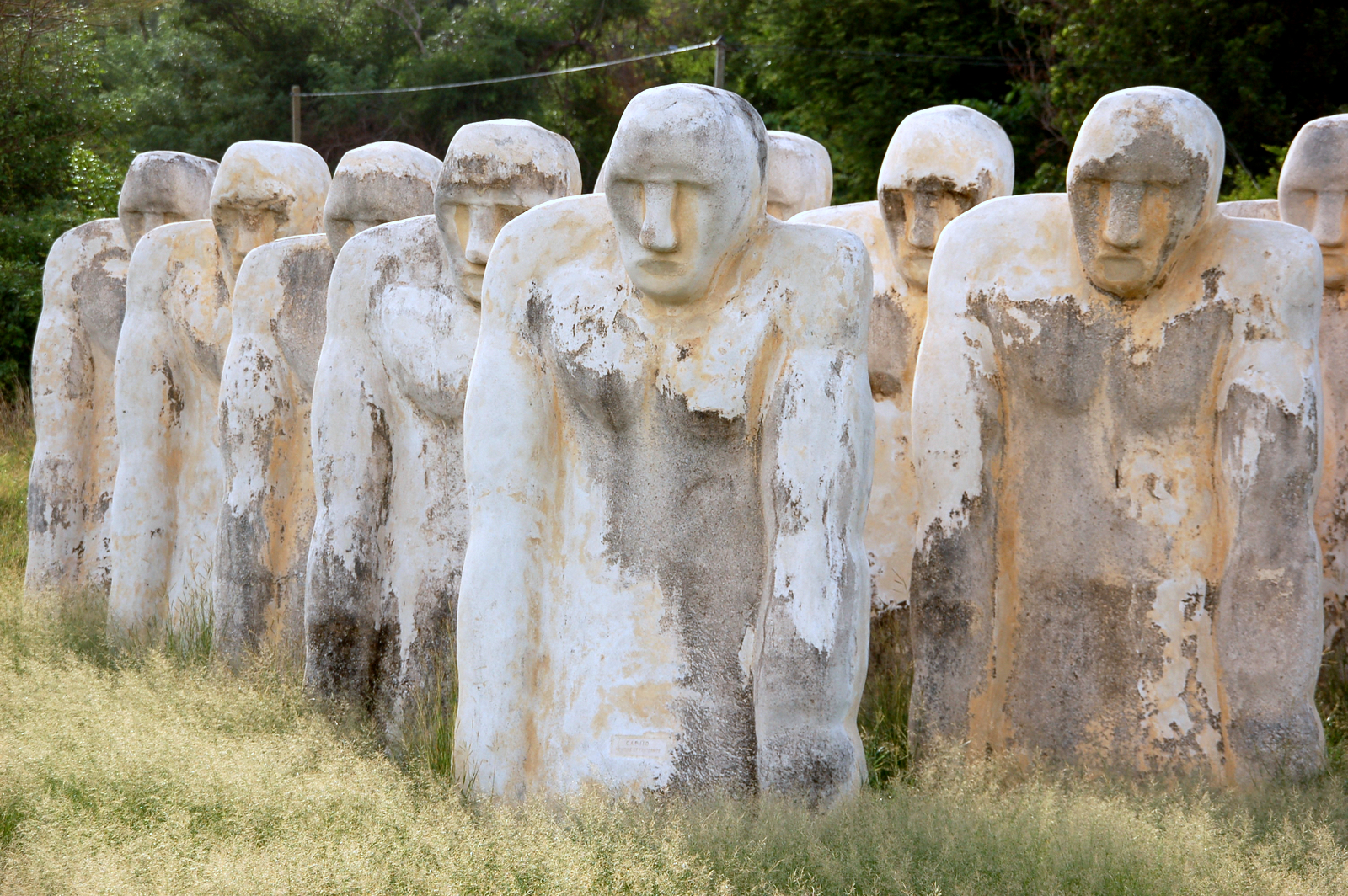
Le mémorial à l'esclavage Cap 110.

Cap 110 est un mémorial consacré à l'esclavage érigé à l'Anse Caffard (où résida le colon Jean Caffard) à l'initiative de la commune du Diamant (Martinique) lors du 150e anniversaire de l'abolition de l'esclavage, en 1998.
Son concepteur, Laurent Valère, est un Martiniquais né en 1959. Artiste autodidacte, il évolue dans la peinture et la sculpture monumentale. Il est aussi l’auteur de l’imposante sculpture sous-marine immergée Manmandlo dans la baie de Saint-Pierre.

## Origine de l'œuvre
Dans la nuit du 8 au 9 avril 1830, un bateau de traite clandestine transportant un nombre inconnu de captifs africains s’est échoué sur les rochers de l’Anse Caffard, au nord de la ville du Diamant, avant d'être totalement détruit. M. Dizac, géreur de l’Habitation La Tournelle, qui reçut la nouvelle vers 23 heures, arrive à sauver quatre-vingt-six captifs (dont vingt-six hommes et soixante femmes), grâce au travail des esclaves de son atelier. Le lendemain du naufrage, en plus de nombreux débris, quarante-six cadavres ont été retrouvés sur la côte, dont quarante-deux Noirs et quatre Blancs. Comme aucun homme blanc de l'équipage survécut, et qu'aucun document précisant le nom du bateau n'a été trouvé sur eux, l'identité du bâtiment reste inconnue à ce jour. Le rapport du directeur de l'Intérieur du 16 avril 1830 indique que les corps des marins négriers furent enterrés au cimetière, ceux des captifs du bateau "à quelque distance du rivage".
Ce fait divers tragique a pris une dimension historique et symbolique importante pour la ville du Diamant. Il s’agit du dernier naufrage de navire négrier de l'histoire de la Martinique. C’est la raison pour laquelle cette communauté, en 1998, a confié à Laurent Valère l’édification d’un mémorial sur le site présumé du naufrage, c'est-à-dire à l’Anse Caffard, au pied du Morne Larcher, face à la mer des Caraïbes.

## Description

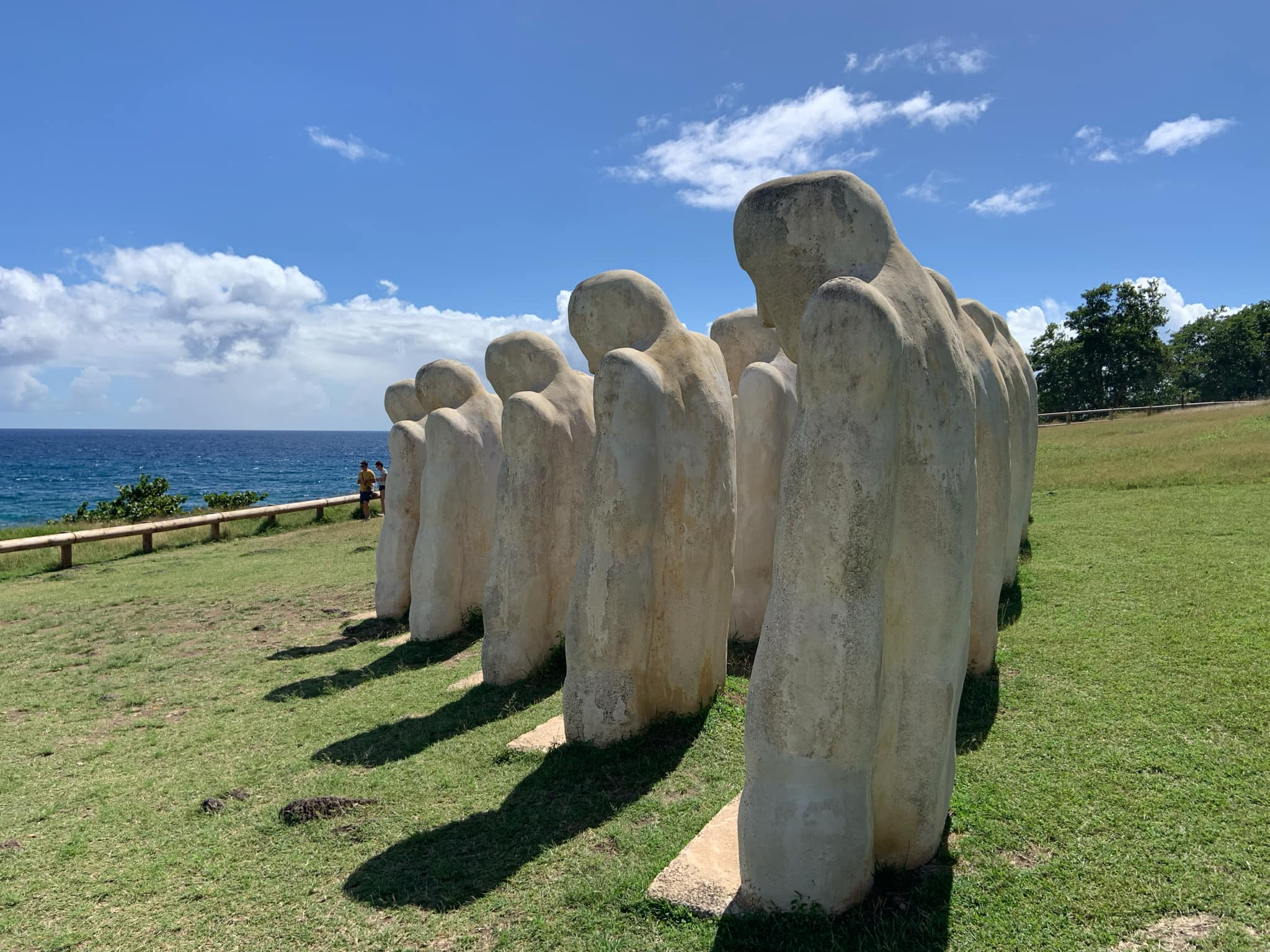
Vue vers la mer du Cap 110 en Martinique.

Le monument nommé Cap 110 Mémoire et Fraternité, est une installation sculpturale faisant face à la mer et aux vents alizés. Il se situe dans le quartier Anse Caffard, sur une falaise faisant face au Rocher du Diamant à 3 km au nord de la Ville du Diamant, dans le sud de la Martinique. Le site est accessible depuis Fort-de-France par la RN 5 puis la route des Anses. Au Diamant, le monument est situé à la sortie de l’agglomération, face à la mer.
L'ensemble de l’œuvre a une forme triangulaire de 15 bustes. De 2,50 m de hauteur, 1,50 m de largeur, 0,60 m de profondeur et d'un poids de 4,5 tonnes, chaque statue représente le buste d’un homme légèrement penché. Les statues sont en béton armé blanc avec sable et gravillon beige de Trinidad-et-Tobago. Elles sont scellées individuellement sur un socle de béton armé avec une fondation spéciale. Le poids total de l'installation est de 67,5 tonnes.
L’ensemble compact des statues rappelle l’importance du nombre des victimes de la traite des Noirs. Le rapprochement des bustes les uns des autres marque l’idée d’un destin commun. Chaque buste penché rappelle le poids de ces évènements tragiques pour ceux qui les ont subis directement ou indirectement.
L’emplacement face à la mer rappelle l'origine des victimes de la traite.

## Interprétation
- La hauteur importante, 1,8 m hors socle de chaque buste contribue à la solennité de l’ensemble de l’œuvre.
- La forme triangulaire rappelle le commerce triangulaire
- L’orientation au cap 110 est celle du Golfe de Guinée d’où venait vraisemblablement le navire. Cette orientation, à 110°, a également donné son nom au mémorial.
- La couleur blanche marque le deuil et la dimension funéraire du monument. Aux Antilles et en Afrique de l'Ouest, le blanc est la couleur du deuil et des constructions funéraires[2].
- L'absence de chaînes s'explique par le fait que les captifs africains, morts sur place n’ont jamais été esclaves sur la terre martiniquaise, et les survivants transférés, car posant un problème juridique à la suite de l'abolition de la traite des esclaves[3].

## Aujourd'hui
Le Mémorial de l’Anse Caffard est un lieu de visite et de partage culturel et historique très fréquenté. 
Tous les 22 mai (fête de l’abolition de l’esclavage à la Martinique) des manifestations populaires s’y déroulent. À la Toussaint, les Martiniquais illuminent le monument, en souvenir des disparus.
CAP 110 Mémoire et Fraternité a été installé sur les lieux le 12 mars 1998 et inauguré le 22 mai 1998.